# Старо градско језгро у Крагујевцу
Старо градско језгро у Крагујевцу представља непокретно културно добро као просторна културно-историјска целина од великог значаја, решењем Завода за заштиту споменика културе Крагујевац број 258/1 од 16. јуна 1970. године. Категорисано је за културно добро-просторно културно-историјску целину од великог значаја Одлуком скупштине СРС 7. априла 1979. године, Службени гласник СРС бр 14/79.

## Историја
Крагујевац је био престоница Србије од 1818. до 1841. године, када су постављени темељи новог града. Велику улогу у томе имао је кнез Милош Обреновић. У том периоду улице се исправљају и калдрмишу, ток реке Лепенице је регулисан, а многе површине се озелењавају.
Први регулациони план града изграђен је 1891. године, чиме Крагујевац постаје нови трговачки, културни и јавни центар. До развоја индустрије, а самим тим и увећања капитала, дошло је након отварања Тополивнице. Имућнији грађани су стекли могућност да граде нове зграде. Уместо приземних кућа градиле су се зграде од тврдог материјала, по европским узорима. Беч и Пешта су имали велики утицај на изглед објеката. Уличне фасаде су биле украшене по класицистичким и сецесионистичким узорима, што уједно представља раскид са дотадашњим источњачким стилом. Питање централног градског ткива и капиталних објеката решено је урбанистичким планом из 1931. године. 

## Изглед
Трг Код крста је био место одакле су се даље налазиле продавнице, занатске радње, хотели, гостионице.